# 杉浦タカオ
杉浦 タカオ（すぎうら タカオ、1983年2月28日 - ）は、大阪府寝屋川市出身の俳優、ギタリスト。身長176cm。本名および旧芸名は杉浦 太雄（読み同じ）。

## 略歴
2002年、実兄の杉浦太陽とともにロックバンド・Ex.Bold（エクスボールド）を結成。
2004年、久保田光太郎らと共にBumpin' Buzz Scarabを結成し、ボーカルとして活動。
俳優としては2004年公開の映画『劇場版 仮面ライダー剣 MISSING ACE』において、禍木慎 / 仮面ライダーランス役を演じた。
2005年6月にEx.Boldの音楽活動を停止を発表した。
2012年8月24日、本名の杉浦太雄から杉浦タカオに改名。同年12月14日、Bumpin' Buzz Scarabを解散。
2013年8月24日、自身のブログで結婚を発表。
2014年より黒田勇樹、椿隆之、ウチクリ内倉、斎藤このむと共にサーティワンアイスクリーマーズとしてユニット活動も行う。

## 人物
特技はギター、ベース、ドラム、ルービックキューブ。兄は俳優の杉浦太陽。父親は南海ホークスに在籍した元プロ野球選手の杉浦三六。義姉（兄の妻）は歌手、タレントの辻希美だが、彼女の方がタカオより年下である。趣味は料理、兄の太陽と同様、没年は不詳だが5月18日に死別した姉(太陽とタカオの姉)もいる。
『ウルトラマンコスモス』に主演した太陽と合わせ、「兄はウルトラマン、弟は仮面ライダー」と注目を浴びた。ところが、実はそれに先駆けて円谷プロダクションからは太陽の次のウルトラマン役を依頼されており、音楽だけで行きたいという思いや太陽の真似を嫌う思いから円谷プロの依頼を断り、ランスを演じていた。

## 出演

### テレビドラマ
- 仮面ライダーシリーズ
  - 仮面ライダー剣（2004年、テレビ朝日） - 禍木慎 役[6]
  - 仮面ライダーディケイド（2009年、テレビ朝日） - 禍木慎 役
- 銭湯の娘!?（2006年、毎日放送） - 次男、真中アユム 役
- 快感職人第5話（2006年、テレビ朝日） - 幸太 役
- 芋たこなんきん（2007年、NHK総合） - 徳永登 役
- シバトラ〜童顔刑事・柴田竹虎〜（2008年、フジテレビ） - 若林 役
- 水曜ミステリー9「ハガネの警察医」（2015年4月22日、テレビ東京） - 松井務 役

### バラエティ
- ひらめ筋GOLD　天空Skydersメンバー
- 戦国鍋TV 〜なんとなく歴史が学べる映像〜　「利休七哲」古田織部

### 映画
- 劇場版 仮面ライダー剣 MISSING ACE（2004年、東映） - 禍木慎 役
- ビートキッズ（2004年、松竹） - アツシ 役
- 鳶がクルリと（2005年、東映） - 豊田健次 役
- 前橋ヴィジュアル系（2011年） - シュンジ 役

### 舞台
- SEPT fate to ReAnimation『Rebellion』（2025年10月3日 - 13日〈予定〉、こくみん共済 coop ホール/スペース・ゼロ）[7]

### ゲーム
- ユバの徽（2018年8月30日、Android / iOS） - 天式銃撃兵 役（声の出演[8]）

## 音楽活動
- Ex.Bold（2002年 - 2005年）
- Bumpin' Buzz Scarab（2004年 - 2012年）- ボーカル担当。